# Corinne Jörg
Corinne Jörg (* 22. Januar 1979) ist eine Schweizer Badmintonspielerin. 

## Karriere
Corinne Jörg war nach fünf nationalen Juniorentiteln zuerst international bei den Erwachsenen erfolgreich, wobei sie 1999 die Slovenian International gewann. Ein Jahr später siegte sie auch national erstmals bei den Erwachsenen. Sieben weitere nationale Titel folgten bis 2010.

## Sportliche Erfolge
| Saison | Veranstaltung                          | Disziplin   | Platz | Name                             |
| ------ | -------------------------------------- | ----------- | ----- | -------------------------------- |
| 1996   | Schweizer Meisterschaften der Junioren | Dameneinzel | 1     | Corinne Jörg                     |
| 1997   | Schweizer Meisterschaften der Junioren | Mixed       | 1     | Xavier Voirol / Corinne Jörg     |
| 1997   | Schweizer Meisterschaften der Junioren | Dameneinzel | 1     | Corinne Jörg                     |
| 1998   | Schweizer Meisterschaften der Junioren | Mixed       | 1     | Xavier Voirol / Corinne Jörg     |
| 1998   | Schweizer Meisterschaften der Junioren | Dameneinzel | 1     | Corinne Jörg                     |
| 1998   | Schweizer Meisterschaften der Junioren | Damendoppel | 1     | Corinne Jörg / Jennifer Bauer    |
| 1999   | Slovenian International                | Damendoppel | 1     | Corinne Jörg / Fabienne Baumeyer |
| 2000   | Schweizer Einzelmeisterschaften        | Damendoppel | 1     | Fabienne Baumeyer / Corinne Jörg |
| 2004   | Schweizer Einzelmeisterschaften        | Damendoppel | 1     | Corinne Jörg / Jeanine Cicognini |
| 2005   | Schweizer Einzelmeisterschaften        | Damendoppel | 1     | Corinne Jörg / Anke Fritschi     |
| 2006   | Schweizer Einzelmeisterschaften        | Damendoppel | 1     | Corinne Jörg / Sabrina Jaquet    |
| 2007   | Schweizer Einzelmeisterschaften        | Damendoppel | 1     | Corinne Jörg / Sabrina Jaquet    |
| 2008   | Schweizer Einzelmeisterschaften        | Damendoppel | 1     | Corinne Jörg / Sabrina Jaquet    |
| 2009   | Schweizer Einzelmeisterschaften        | Damendoppel | 1     | Corinne Jörg / Sabrina Jaquet    |
| 2010   | Schweizer Einzelmeisterschaften        | Damendoppel | 1     | Corinne Jörg / Sabrina Jaquet    |